# リリアン・アクス
リリアン・アクス (Lillian Axe) は、アメリカ合衆国出身のハードロック・バンド。
アメリカン・グラムメタル（LAメタル）の隆盛期から活動しているHR/HMバンドの一つ。一度解散するが1999年に再結成。以降は唯一のオリジナルメンバー,スティーヴ・ブレイズ(G)を中心に活動している。

## 概要・略歴
1983年、ニューオーリンズでスティーヴ・ブレイズ(G)を中心に結成。テキサス州などを拠点に活動を始める。
同国のLAメタル・バンド「ラット」のオープニングアクトを務めたのを契機に、同バンドのマネージメントおよびメジャーレーベル「MCAレコード」と契約。
1988年、冠アルバム『Lillian Axe』でデビュー。翌年リリースの2ndアルバム『Love + War』が、ラットのギタリスト,ロビン・クロスビーのプロデュースで話題となるが、商業的成功に結び付かず契約解消されてしまう。
心機一転して「I.R.S. Records」と契約し、3rdアルバム『Poetic Justice』(1992年),4thアルバム『Psychoschizophrenia』(1993年)を発表。精力的なライブを展開するが、レコード会社の倒産も影響して1995年に解散する。
1999年、スティーヴ・ブレイズ(G)はバンドを再始動させ、5thアルバム『Fields of Yesterday』をリリース。同年に初来日公演も果たす。
2007年に8年ぶりの6thアルバム『Waters Rising』をリリース。以降コンスタントに作品を発表し、活動を続けている。

## メンバー

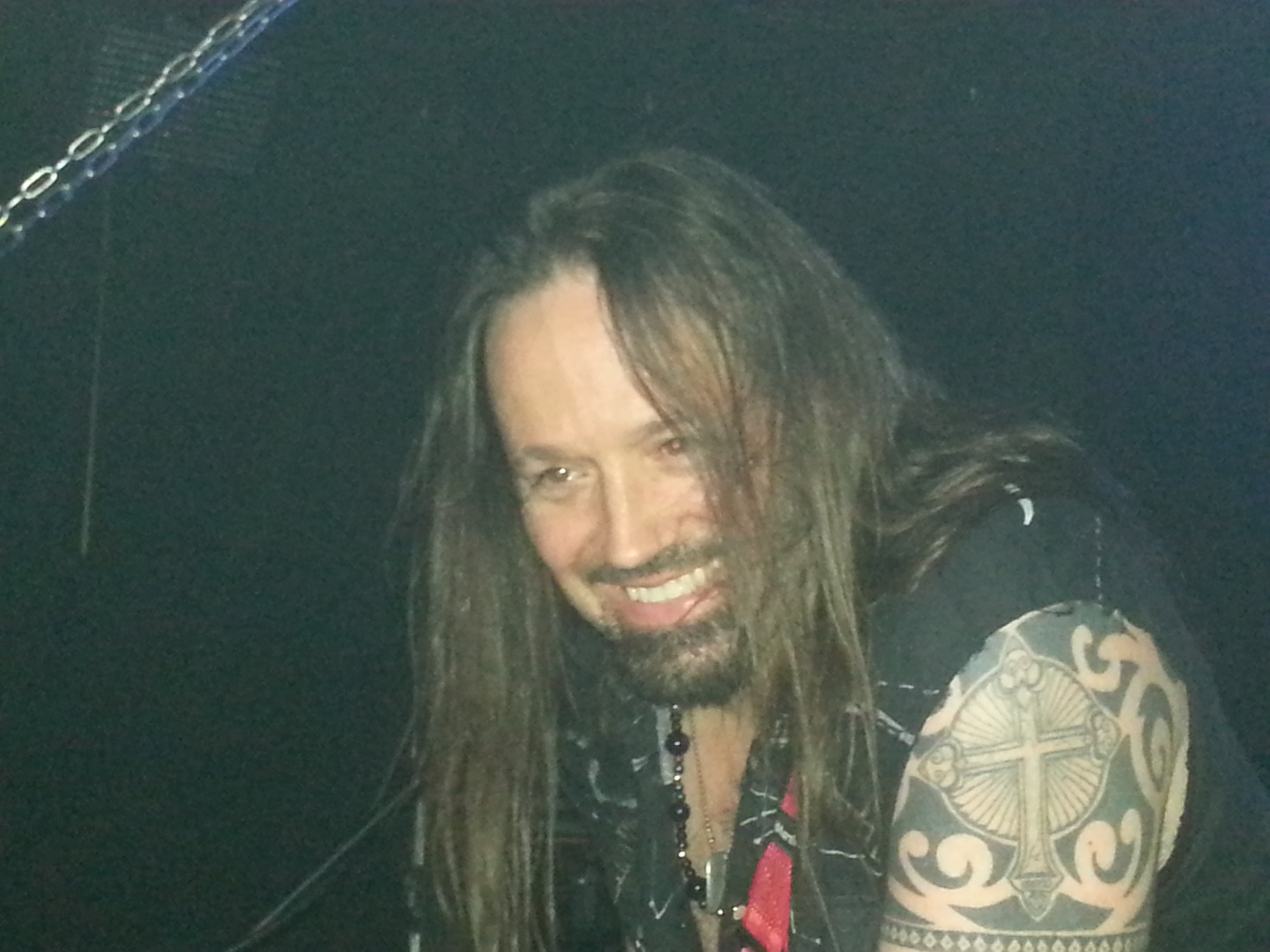
創始者スティーヴ・ブレイズ(G) 2014年

### 現ラインナップ
- ブライアン・Ｃ・ジョーンズ Brian C. Jones - リードボーカル
- スティーヴ・ブレイズ Steve Blaze - リードギター (1983- )
- サム・ポイトヴェント Sam Poitevent - ギター/ボーカル
- エリック・モリス Eric Morris - ベース
- ケン・クーデルカ Ken Koudelka - ドラムス

### 旧メンバー
- リック・ボーラー Rick Bohrer - ボーカル
- マイケル・ダービー Michael "Maxx" Darby - ベース
- ジェフ・サベル Jeff Savelle - ドラムス
- ロン・テイラー Ron Taylor - ボーカル
- オーランド・パラシオ Orlando "Ace" Palacio - ギター
- ラスティ・キャバリエ Rusty Cavalier - ドラムス
- ジョニー・バインズ Johnny Vines - ボーカル
- ジョン・スター Jon Ster - リズムギター/キーボード
- ダーリン・ドラット Darrin DeLatte - ベース
- ロブ・ストラットン Rob Stratton - ベース
- ケネス・ゴスネル Kennith Gosnell - ベース
- ダニー・キング Danny King - ドラムス
- エディー・リビングストン Eddie Livingston - ドラムス (2004-2010)
- ジーン・バーネット Gene Barnett - ドラムス
- マット・マックローリー Matt McCrory - ギター
- ロブ・ハービー Rob Hovey - ドラムス
- リチャード・ケンドリックRichard Kendrick - ギター
- ランディー・ホールデン Randy Holden - リズムギター
- トミー・スチュワート Tommy Stewart - ドラムス
- クレイグ・ヌネンマチャー Craig Nunenmacher - ドラムス
- ロニー・マンロー Ronny Munroe - ボーカル (2010)
- デリック・ルフェーヴル Derrick LeFevre - ボーカル

## ディスコグラフィ

### スタジオアルバム
- リリアン・アクス Lillian Axe (1988)
- ラヴ・アンド・ウォー Love + War (1989)
- ポエティック・ジャスティス Poetic Justice (1992)
- サイコスキゾフレニア Psychoschizophrenia (1993)
- フィールズ・オブ・イエスタデイ Fields of Yesterday (1999)
- Waters Rising (2007)
- Sad Day on Planet Earth (2009)[3]
- Deep Red Shadows (2010)
- XI The Days Before Tomorrow (2012)[4]
- From Womb to Tomb (2022)[5]

### コンピレーションアルバム
- (1987-1989) Out of the Darkness - Into the Light (1991)
- PSALMS FOR ETERNITY (2022)[6]

### ライヴアルバム
- Live 2002 (2002)
- One Night in the Temple (2014)

### ビデオ
- Dream of a Lifetime
- No Matter What
- Show a Little Love
- Megaslowfade
- Caged In